# Fontaine de Peillon
La fontaine est située à Peillon, en France.

## Localisation
La fontaine est située dans le département français des Alpes-Maritimes, sur la commune de Peillon.

## Historique
Avant la Révolution, les habitants du village devaient aller chercher l'eau à trois sources, deux au-dessus, au quartier la Vigne, une au-dessous, à la fouont d'Argent.
L'an 8 de l République (1799), la communauté des habitants du village décide d'aller chercher l'eau à une autre source, la fouont Vieilla. Toutes ces eaux sont captées pour les amener à la fontaine qui se trouve à l'entrée du village.
L'eau de ces sources provient d'exutoires secondaires dues à une grande faille sur le versant nord-ouest de la cime du Rastel. Cette faille crée un réseau d'eaux souterraines dont la résurgence principale se trouve à la source Sainte-Thècle, au hameau Sainte-Thècle, près de la poste.
La fontaine est dessinée en 1789 par le géomètre royal Ghiotti. Elle a été inaugurée le 6 juillet 1800.
Malgré ces captages, le village est souvent resté privé d'eau en été. La solution n'est trouvée qu'en 1951 quand l'eau de la source Sainte-Thècle est captée pour être refoulée à Peillon. Cette nouvelle alimentation en eau du village est inaugurée le 7 août 1954.
L'édifice est classé au titre des monuments historiques le 22 décembre 1941.